# Wurtland
Wurtland – miasto w Stanach Zjednoczonych, w stanie Kentucky, w hrabstwie Greenup.